# Tannenfels (Schiff, 1898)
Die 1898 in Dienst gestellte Tannenfels der Deutschen Dampfschiffahrtsgesellschaft „Hansa“ (DDG „Hansa“) sollte im Ersten Weltkrieg als Kohlenversorger Kriegsschiffen der Kaiserlichen Marine dienen. Es gelang ihr nicht, den Kleinen Kreuzer Emden vor dem Marsch in den Indischen Ozean zu versorgen. Die Tannenfels wurde schließlich von einem britischen Zerstörer aufgebracht und dann als Transporter auf Seiten der Entente eingesetzt.
1921 kaufte die Woermann-Linie die ehemalige Tannenfels und setzte sie als Waganda im Frachtdienst nach Afrika ein. Das ab Ende 1930 aufgelegte Schiff wurde ab Mitte 1933 in Hamburg abgebrochen.

## Geschichte des Schiffes
Die Tannenfels gehörte zur ersten Serie von fünf Frachtern der DDG „Hansa“ für den Dienst nach Ostindien (siehe zweite Ehrenfels). Frachter dieser Größe waren bis 1914 der Hauptbestandteil der Flotte der Bremer Frachtschiffsreederei. Von den ersten fünf Neubauten dieser Größe entstanden vier bei der Werft Wigham Richardson & Co. in Newcastle-on-Tyne. Nur die Bärenfels wurde von der Flensburger Schiffbau-Gesellschaft geliefert.
Das in Newcastle bestellte Tannenfels lief am 23. März 1898 mit der Baunummer 336 vom Stapel und wurde am 9. April als drittes Schiff der Serie an die DDG „Hansa“ abgeliefert. Sie war 127,2 m lang, 16,45 m breit und hatte einen Tiefgang von 7,7 m. Das Schiff war mit 5462 BRT vermessen und konnte bis zu 8280 tdw tragen. Angetrieben wurde es von einer 4-Zylinder Vierfach-Expansions-Dampfmaschine der Bauwerft, die 2200 PSi auf eine Schraube leistete und eine Geschwindigkeit von 11 kn ermöglichte.
Die Tannenfels wurde auf den Liniendiensten der Reederei in den Mittleren Osten eingesetzt.

### Kriegsschicksal
Die im Juli 1914 mit einer Ladung Kohlen in Singapur eingetroffene Tannenfels konnte noch kurz vor Beginn des Ersten Weltkriegs die britische Kolonie verlassen. Sie sollte nach Timor gehen, um dann an einem vorgeplanten Treffpunkt auf See ihre Kohlenladung an Einheiten des deutschen Ostasiengeschwaders abzugeben. Tatsächlich gelangte das Schiff nicht dorthin, da es durch die niederländischen Neutralitätskontrollen immer wieder gezwungen wurde, die Küstengewässer Niederländisch-Indiens zu verlassen.
Die Emden wartete daher mit ihrem Versorger Markomannia am 24./25. August 1914 vergeblich auf die Tannenfels an der Ostküste Timors. Nachdem die Emden am 27. August auf das niederländische Küstenpanzerschiff Marten Harpertszoon Tromp gestoßen war, entschied sich der Kommandant des Kreuzers, in Kenntnis der Auslegung der Neutralitätsregeln durch die niederländische Marine, in den Indischen Ozean zu gehen und seine weitere Versorgung, neben der Markomannia, durch Beuteschiffe sicherzustellen.

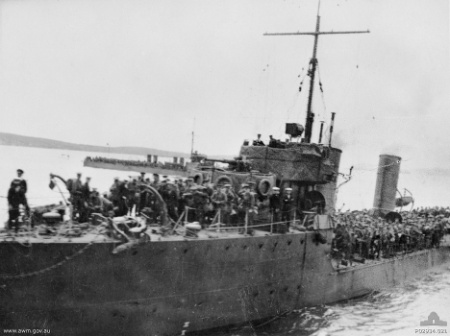
Die Chelmer 1915 vor den Dardanellen

Die Tannenfels lief  30. August 1914 in Batavia ein, verließ den Hafen aber am 1. September, um dem Kreuzergeschwader unter Vizeadmiral Graf Spee weiter zur Verfügung zu stehen. Zu diesem Zeitpunkt war die Emden bereits im Indischen Ozean und der Rest des Geschwaders auf dem Weg in die Südsee und nach Südamerika. Am 14. September 1914 wurde die Tannenfels auf der Suche nach deutschen Einheiten in der Straße von Basilan zwischen Mindanao und der Insel Basilan vom britischen Torpedobootzerstörer HMS Chelmer aufgebracht und dann nach Hongkong eskortiert, wo sie Anfang Oktober zur Prise erklärt wurde und in Basilian umbenannt wurde.
1916 erhielt das Schiff mit Hunslet einen neuen Namen, der wie bei vielen Beuteschiffen mit Hun- begann (Hunnendampfer) und damit eine abfällige Bezeichnung für die Deutschen enthielt. Die britischen Behörden ließen das Schiff von der White Star Line bereedern. 1917 wurde das Management der Prise der Union Castle Mail Steamship Co. übertragen.

### Wieder unter deutscher Flagge
Die ehemalige Tannenfels wurde im September 1921 von der Woermann-Linie in Hamburg für den Frachtdienst nach Südafrika angekauft.  Am 15. Mai 1922 trat das Schiff unter seinem neuen Namen Waganda seine erste Reise für die Woermann-Linie und die Deutsche Ost-Afrika-Linie nach Afrika an. Es hatte nunmehr auch Kabinen für zwölf Passagiere. Neben der Waganda kamen im Frachtdienst der Neubau Urundi (5791 BRT, 1920) und die gleichzeitig von den Afrikalinien zurückgekaufte Muansa (5408 BRT, 1911) zum Einsatz. Zwischen 1923 und 1927 erfolgte eine weitere Verstärkung der Frachterflotte durch den Ankauf weiterer Vorkriegsschiffe oder Nachkriegsneubauten anderer deutscher Reedereien.
Am 23. Dezember 1930 wurde die Waganda in Hamburg aufgelegt und dann am 21. Dezember 1932 zum Abbruch an die Deutsche Werft verkauft. Ab Juni 1933 begann der Abbruch.

#### Frachtschiffe der Afrikalinien 1920 bis 1928
| Ankauf      | Name       | Bauwerft                      | BRT tdw   | Stapellauf in Dienst  | weiteres Schicksal |
|             | Urundi (1) | Blohm & Voss BauNr. 385       | 5791 9500 | 27.07.1920 2.11.1920  | DOAL, 1920 Jungfernreise nach Nordamerika, dann Afrikadienst, 1940 Transporter, 1945 an der Evakuierung der Ostgebiete beteiligt, 1945 bis 1949 unter britischer und griechisches Flagge, als in Panama registrierte Valparaiso abgewrackt |
| 27.09.1921  | Muansa     | Bremer Vulkan BauNr. 549      | 5408 8960 | 30.06.1911 10.08.1911 | DOAL, formal ausgeliefert/ Rückkauf, 1940 Transporter der Kriegsmarine, 1943 versenkt |
| 09.1921     | Waganda    | Wigham Richardson BauNr. 336  | 5462 5280 | 23.03.1898 04.1898    | ex Tannenfels/ DDG Hansa, 1922 in Dienst, eingesetzt von WL und DOAL, Ende 1932 zum Abbruch verkauft, |
| 182.07.1923 | Ulanga     | AG Weser BauNr. 204           | 5537 9330 | 16.09.1914 21.10.1915 | ex Santa Clara / Hamburg Süd, 1919 ausgeliefert, als Den of Airlie angekauft für DOAL, 5. Januar 1931 auf der Heimreise in Brand geraten und völlig ausgebrannt                                                                            |
| 20.03.1925  | Wagogo     | AG Neptun BauNr. 341          | 3118 5560 | 6.09.1914 21.10.1915  | ex Sofia / Deutsche Levante-Linie, 1919 ausgeliefert, 1925 Ankauf für WL, 1939 in Lobito, 1943 an Portugal verkauft, Türkei, 1961 Abbruch                                                                                                  |
| 6.06.1925   | Waregga    | Bremer Vulkan BauNr. 496      | 4579 6000 | 25.02.1907 31.03.1907 | ex Max Brock/ WL, 1914 in Duala aufgebracht, 1923 Rückkauf und Umbenennung, Juli 1932 aufgelegt, Dezember 1932 zum Abbruch verkauft |
| 18.06.1925  | Rufidji    | Deutsche Werft BauNr. 4       | 1387 ..   | 12.05.1921 16.08.1921 | ex Andalusia / Hapag, Levantedienst, 1925 Ankauf für afrikanischen Küstendienst, 1939 Beira, 1943 an Portugal, 1964 unter libanesischer Flagge als Vlassios gesunken                                                                       |
| 15.06.1926  | Wakama     | Nordseewerke Emden BauNr. 115 | 3771 6560 | 17.09.1921 01.1922    | ex Odin / Seereederei „Frigga“, Trampfahrt, 1926 Ankauf, Westafrikadienst, September 1939 Rio de Janeiro, am 1. Februar 1940 Auslaufen nach Deutschland, am 13. von der Dorsetshire bei Cabo Frio gestellt, Selbstversenkung               |
| 4.07.1927   | Wameru     | Flensburger SG BauNr. 352     | 4076 7060 | 12.07.1919 30.07.1920 | ex Polaria / Hapag, Juli 1927 Ankauf als Porthia und Umbenennung, Westafrikadienst, 1939 Lobito, 1943 an Portugal, 1950 Abbruch |